# Andersvallsmyran
Andersvallsmyran este o arie protejată (arie specială de conservare — SAC, sit de importanță comunitară — SCI, arie de protecție specială avifaunistică — SPA) din Suedia întinsă pe o suprafață de 69,3 ha, integral pe uscat.

## Localizare
Centrul sitului Andersvallsmyran este situat la coordonatele 61°33′39″N 16°02′02″E / 61.5608°N 16.034°E.

## Înființare
Situl Andersvallsmyran a fost declarat sit de importanță comunitară în ianuarie 2002 pentru a proteja 5 specii de animale. Alte tipuri de protecție:
- arie de protecție specială avifaunistică (în ianuarie 2002)[2]
- arie specială de conservare (în martie 2011)[1][3][4]

## Biodiversitate
Situată în ecoregiunea boreală, aria protejată conține 3 habitate naturale: Lacuri și iazuri distrofice naturale, Mlaștini turboase de tranziție și turbării mișcătoare, Mlaștini împădurite.
La baza desemnării sitului se află mai multe specii protejate de  păsări (5): lebădă de iarnă (Cygnus cygnus), cufundar mic (Gavia stellata), ploier auriu (Pluvialis apricaria), cocoșul de mesteacăn (Tetrao tetrix tetrix), fluierar de mlaștină (Tringa glareola).